# Radio Maria (Deutschschweiz)

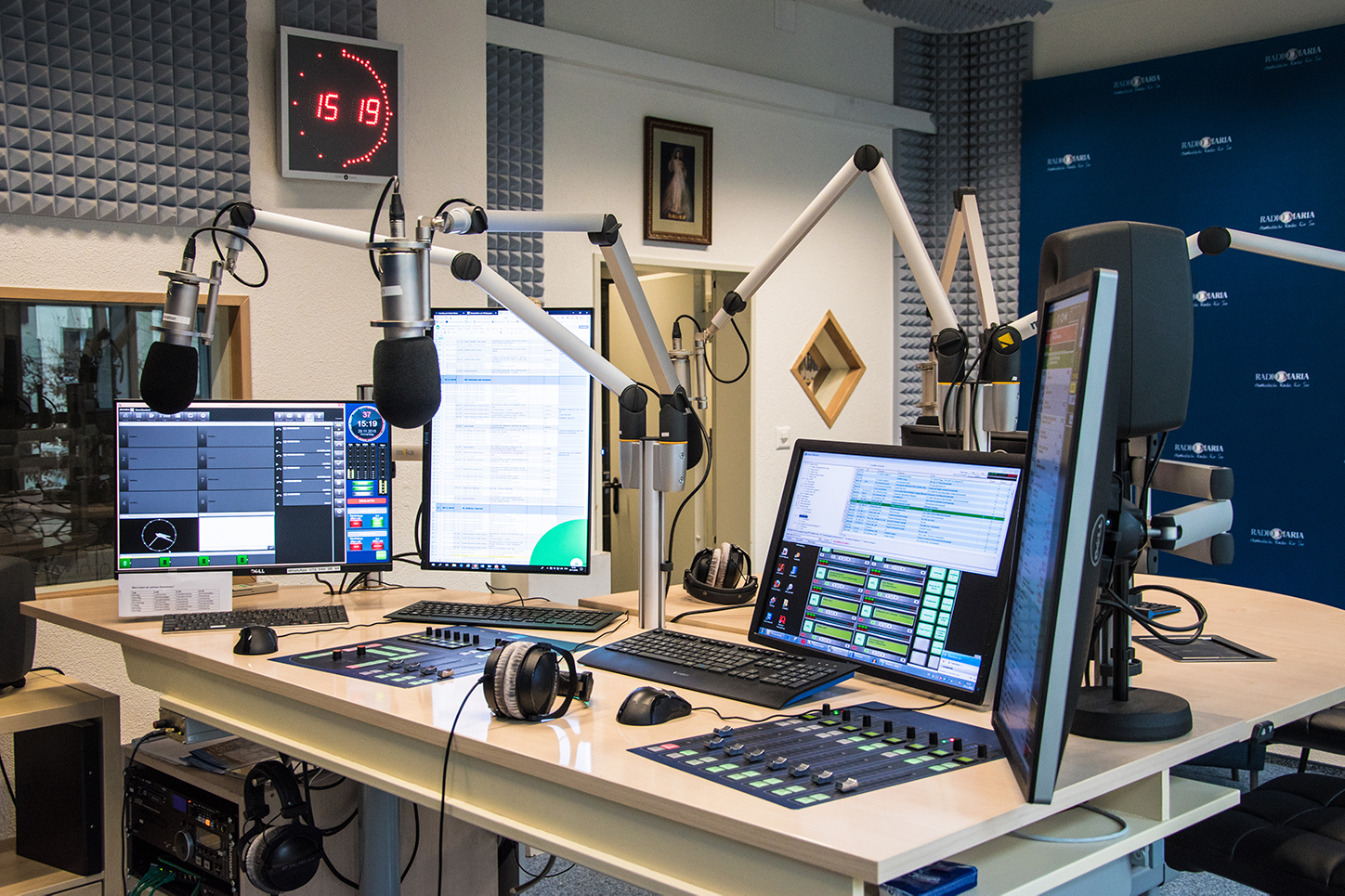
Das Hauptstudio von Radio Maria in Adliswil

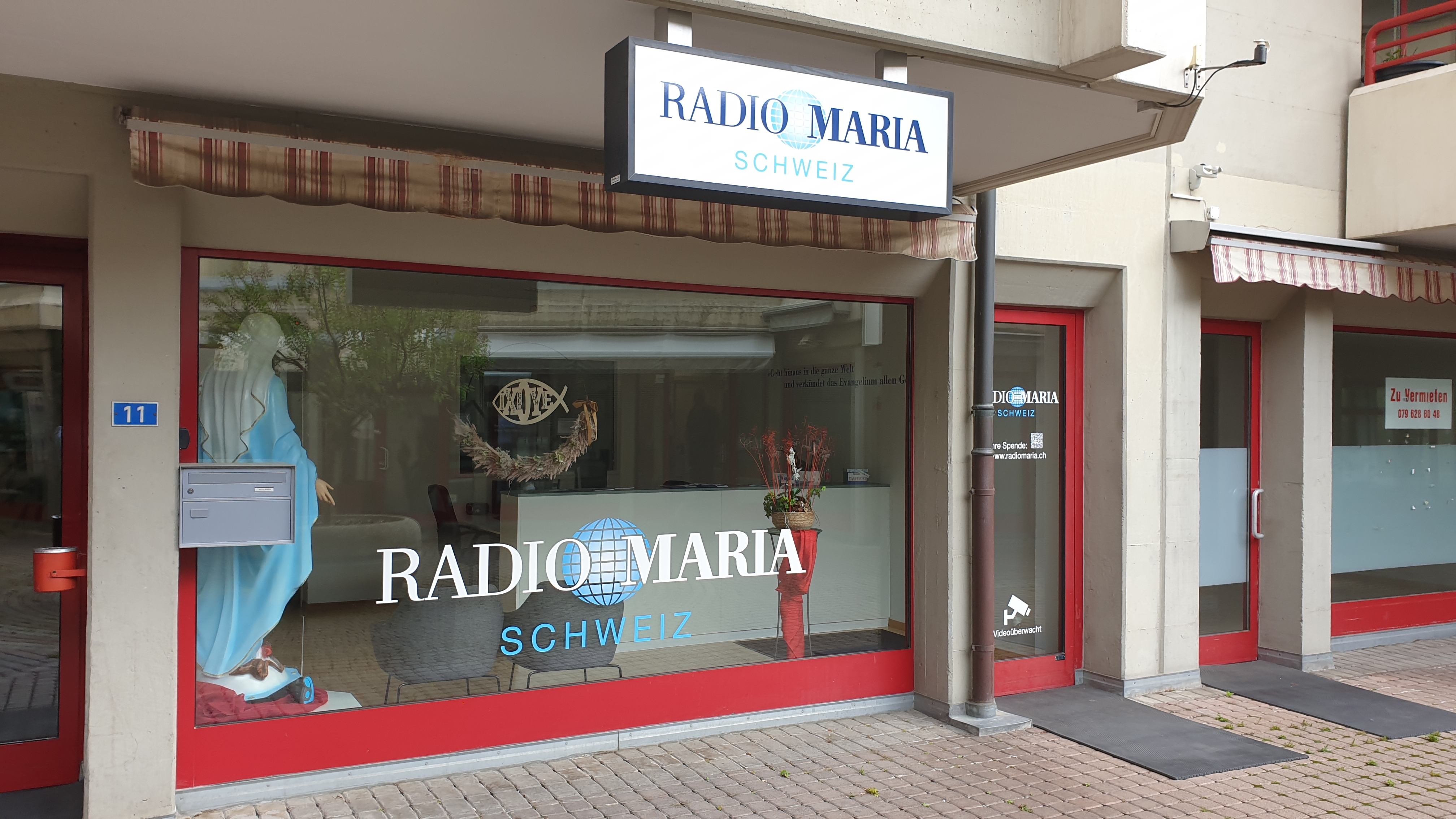
Aussenansicht Studio Brig

Radio Maria ist ein privater christlicher Radiosender katholischer Prägung mit Hauptsitz in Adliswil und mit einem Sitz in Brig in der Schweiz. Neben angestellten Mitarbeitenden zählt Radio Maria einen Stamm an ehrenamtlichen Mitarbeitenden. Radio Maria gehört zur Weltfamilie von Radio Maria und wurde von dieser bei der Gründung unterstützt. Der Sender finanziert sich ausschliesslich durch die Spenden seiner Hörer.

## Geschichte
Radio Maria in der Schweiz
Ein erstes Treffen mit dem Vertreter von Radio Maria Italien, Pfarrer Tadeusz Bienasz, und einer Gruppe von Interessierten aus dem Tessin fand am 5. Dezember 1996 im Tessin statt. Dabei wurde ein mobiles Sendegerät übergeben, welches es ermöglichte, Übertragungen aus den Tessiner Pfarreien auszuführen. Nachdem im Jahr 1997 zwei Gottesdienste aus dem Tessin für Radio Maria in Italien übertragen wurden, entstand der Wunsch, einen vergleichbaren Sender auch in der Schweiz zu gründen. 
Im Jahr 2005 wurde der Verein «Amici Radio Maria Svizzera» gegründet, wobei Urs De Polo als Präsident ernannt wurde. 2006 entstand der Wunsch von Urs De Polo und dem Weltfamilie-Präsidenten Emanuele Ferrario auch in der Deutschschweiz und später in der französischen Schweiz ein Radiostudio zu gründen.  
Radio Maria in der Deutschschweiz
Am 9. Dezember 2009 erhielt Radio Maria Deutschschweiz eine Konzession für die Übertragung eines eigenen Kanals. Am 26. März 2010 fand die Gründungsversammlung des Vereins Radio Maria Deutschschweiz (RMD) statt. Dabei wurden Peter Nilitschka zum Präsidenten, Domherr Christoph Casetti und Urs De Polo zu Vizepräsidenten gewählt. Im Beisein von Bischof Vitus Huonder, Vertreterinnen und Vertretern der Weltfamilie Radio Maria und zahlreichen Gästen wurde der Sender am 8. September 2010 eingeweiht. Ab Januar 2011 war Pfarrer Thomas Rellstab erster Direktor von RMD, und Werner Rüegg dessen Präsident.
Pfarrer Martin Rohrer wurde ab dem 1. Oktober 2020 neuer Programmdirektor. Unter seiner Direktion befindet sich auch das neu gegründete und eingerichtete Radiostudio in Brig-Glis, Wallis.

## Verbreitung
Das Programm ist über DAB+ (Kanal 7D in der ganzen Deutschschweiz), Internet (Website und Mobile App), Kabel (UPC Schweiz und Quickline) und IPTV (Swisscom TV) empfangbar.

## Programm
Es werden täglich Gottesdienste und christliche Veranstaltungen oder Konferenzen auf dem Sender übertragen. In den Radio- und Fernsehstudios werden in Zusammenarbeit mit Referenten aus Kirche, Politik und Wirtschaft Sendungen produziert, um die Hörerinnen und Hörer auf ihrem Glaubensweg zu begleiten. Diese stehen auf der Website des Senders als Podcast zur Verfügung.
Die Sendung Guete Morge bi Radio Maria enthält Elemente aus dem Programmradio, die zu unterschiedlichen Uhrzeiten und teilweise im täglichen Wechsel geistliche Impulse, Lebensfragen, den Katechismus oder die katholische Sozial- und Gesellschaftslehre behandeln und weitere christliche Literatur vorstellen.
Zu den weiteren Sendungen gehört die Behandlung päpstlicher Dokumente, die Vorstellung von Personen des öffentlichen Lebens, Berichte und Talksendungen, sowie Reportagen über Glaubenszeugnisse.